# Euspilotus scissus
Euspilotus scissus är en skalbaggsart som först beskrevs av J. L. Leconte 1851.  Euspilotus scissus ingår i släktet Euspilotus och familjen stumpbaggar. Inga underarter finns listade i Catalogue of Life.